# Saumane (Gard)
Saumane – miejscowość i gmina we Francji, w regionie Oksytania, w departamencie Gard.
Według danych na rok 1990 gminę zamieszkiwały 183 osoby, a gęstość zaludnienia wynosiła 15 osób/km² (wśród 1545 gmin Langwedocji-Roussillon Saumane plasuje się na 725. miejscu pod względem liczby ludności, natomiast pod względem powierzchni na miejscu 643.).